# Однажды в Вегасе
«Одна́жды в Ве́гасе» (англ. What Happens in Vegas) — американская романтическая комедия Тома Вона 2008 года, с Кэмерон Диаз и Эштоном Кутчером в главных ролях. Фильм был снят на студии 20th Century Fox. 
Название фильма обыгрывает американскую поговорку What Happens in Vegas — stays in Vegas («Всё, что происходит в Вегасе — остаётся в Вегасе»).

## Сюжет
Джой Макнелли — молодая жительница Нью-Йорка, успешная биржевая брокерша, которая надеется вскоре получить предложение замужества от своего парня Мейсона. Она привыкла всё тщательно планировать и готовит ему сюрприз на день рождения — но выясняется, что Мейсон не планирует строить с ней дальнейшую жизнь. Более того, в этот же вечер он бросает её на глазах у десятков общих знакомых. 
Желая развеяться, Джой вместе со своей подругой Типпер отправляется в Лас-Вегас. Там они знакомятся с Джеком Фуллером (Эштон Кутчер) и его приятелем, хамоватым адвокатом Хейтером. Джек — полный разгильдяй, предпочитающий случайные связи и постоянно ведущий себя как ребёнок (накануне его уволил с работы его же собственный отец). 
Обе пары друзей по ошибке поселили в один номер и, чтобы искупить вину, персонал предлагает им лучшие номера в пентхаусе и множество купонов на различные вечерние развлечения. 
За коктейлями Джой и Джек рассказывают друг другу о своих проблемах, а затем, желая отвлечься от них, веселятся на бурной вечеринке, после чего проводят вместе ночь. Наутро они обнаруживают, что женаты (в Лас-Вегасе это проще простого и очень похоже на шутку), и хотят сразу же развестись. 
После их откровенного разговора Джек случайно выигрывает джекпот размером три миллиона долларов — с помощью фишки, которую дала ему Джой. Оба сразу желают претендовать на выигрыш единолично, но, поскольку женаты, этот вопрос решить оказалось не так легко. 
Судья, ведущий дело о бракоразводном процессе, раздражён безответственностью обоих, в результате чего замораживает всю сумму на полгода. Более того, в соответствии с решением судьи молодые люди должны делать всё возможное, чтобы сохранить семью, в том числе посещать каждую неделю семейного психолога (Куин Латифа).
Джой с недовольством переезжает в типичную холостяцкую квартиру мужа, где они всячески отравляют друг другу жизнь, мелко пакостят и оскорбляют друг друга. Также они делают попытки спровоцировать друг друга на измену — Джой присылает к Джеку множество девушек в квартиру, а Джек находит Мейсона и возвращает ему помолвочное кольцо Джой, говоря, что та ещё надеется к нему вернуться. 
Для семейного психолога Джек и Джой поначалу пытаются изображать любящую пару, но та не верит им. В дальнейшем на сеансах Джек и Джой ведут себя естественно — но при этом, с каждым разом, психолог констатирует, что они всё более похожи на настоящую семейную пару. 
Со временем, однако, чувства пары постепенно меняются, и они уже не так уверены, что хотят выиграть процесс. Джой очаровывает родителей Джека, а тот, в свою очередь, своим чувством юмора подкупает шефа Джой (Деннис Фарина) и становится душой компании на её корпоративе. 
Позже Мейсон находит Джой и просит вернуться к нему, снова вручив ей кольцо. Девушка понимает, что кольцо ему дал Джек, надеясь на её измену, и на суде, когда спустя полгода вновь решается судьба пары, Джой отказывается от своей половины выигрыша в пользу Джека и просит развода.
Тем не менее, благодаря расположенности к ней босса после корпоратива, Джой добивается повышения, но увольняется с работы, отдав свою должность сопернице. Вслед за этим она уезжает в укромное место, где через несколько дней её находит Джек — ранее она рассказывала ему об этом месте. Оба понимают, что снова хотят быть вместе, и Джек делает ей предложение по-настоящему.

## В ролях
| Актёр            | Роль                |
| ---------------- | ------------------- |
| Камерон Диас     | Джой Макнелли       |
| Эштон Кутчер     | Джек Фуллер         |
| Роб Кордри       | Стив Хейтер         |
| Лэйк Белл        | Типпер              |
| Джейсон Судейкис | Мэйсон              |
| Трит Уильямс     | Джек Фуллер-старший |
| Дирдри О’Коннелл | миссис Фуллер       |
| Мишель Крусик    | Чонг                |
| Деннис Фарина    | Ричард Бэнджер      |
| Куин Латифа      | доктор Твитчелл     |
| Зак Галифианакис | Дэйв                |
| Кристен Риттер   | Келли               |
| Деннис Миллер    | судья Вуппер        |

## Факты
- Премьера состоялась в Бельгии и Франции 7 мая 2008 года.
- Первая неделя проката принесла создателям фильма около 51,3 млн долларов, из них около 26,5 млн в Америке.

## Кассовые сборы
Бюджет фильма составил 35 миллионов долларов США. Всего за время проката комедия заработала 219 млн. долларов США.